# エンジェル・ウイング
エンジェル・ウイング（Angel's Wing）とは、リキュールをベースとした、ロングドリンクに分類される、カクテルの1種である。

## 標準的なレシピ
- クレーム・ド・カカオ（酒を焙煎したカカオ豆と共に蒸留し、バニラの香りを付けたリキュール） - 1/2
- プルネル・ブランデー（スモモを主原料とする醸造酒を、蒸留して作ったブランデー） - 1/2
- 生クリーム - 適量

### 作り方
いわゆるプース・カフェ・スタイルで作られる。
1. リキュールグラスにクレーム・ド・カカオを注ぐ。
2. 混ざり合わないようにプルネル・ブランデーを注ぐ。
3. 生クリームを少量浮かべる。

### 備考
レシピのうち、クレーム・ド・カカオの上のプルネル・ブランデー、生クリームを別々に使うとエンジェル・フェイスになる。